# Pelasgus thesproticus
Pelasgus thesproticus é uma espécie de peixe actinopterígeo da família Cyprinidae.
Pode ser encontrada nos seguintes países: Albania e Grécia.
Os seus habitats naturais são: rios.